# Afrodiapterna
Afrodiapterna är ett släkte av skalbaggar. Afrodiapterna ingår i familjen Aphodiidae.
Kladogram enligt Catalogue of Life:
| Afrodiapterna | \| \| Afrodiapterna cambeforti \| \| \| \| \| \| Afrodiapterna heleninae \| \| \| \| |
|               | \| \| Afrodiapterna cambeforti \| \| \| \| \| \| Afrodiapterna heleninae \| \| \| \| |
|               | Afrodiapterna cambeforti                                                             |
|               |                                                                                      |
|               | Afrodiapterna heleninae                                                              |
|               |                                                                                      |